# (3932) Edshay
(3932) Edshay (1984 SC5) – planetoida z grupy pasa głównego asteroid okrążająca Słońce w ciągu 4,11 lat w średniej odległości 2,57 j.a. Odkryta 27 września 1984 roku.